# 納爾勒
納爾勒是土耳其的城鎮，由卡赫拉曼馬拉什省負責管轄，位於該國南部，海拔高度約600米，主要經濟活動是農業，2009年人口7,883，大部分居民是庫爾德人。
37°23′30″N 37°08′25″E / 37.39167°N 37.14028°E